# Church Bells
Church Bells è un singolo della cantante statunitense Carrie Underwood, pubblicato l'11 aprile 2016 come terzo estratto dal quinto album in studio Storyteller.

## Descrizione
Il brano è stato scritto da Zach Crowell, Brett James e Hillary Lindsey, e prodotto da Mark Bright. È composto in chiave di Mi bemolle minore ed ha un tempo di 87 battiti per minuto. Riguardo alla canzone, Carrie Underwood ha affermato «è... come la sorella minore di Fancy», riferendosi alla hit omonima di Bobbie Gentry.

## Accoglienza
Church Bells è stata accolta positivamente da parte della critica specializzata. Will Hermes di Rolling Stone l'ha definita «la ballata domestica-violenza-vendetta-omicidio più epica di sempre», paragonandola a The Independence Day di Martina McBride e a Goodbye Earl delle Dixie Chicks.
Ha ricevuto una candidatura ai Grammy Awards 2017 nella categoria "Miglior interpretazione country solista". Ai CMT Music Awards 2017 il brano ha trionfato nella categoria "Video femminile dell'anno", venendo candidato anche per il "Video dell'anno". È stato selezionato anche come "Miglior brano country" ai Teen Choice Awards 2016 e come "Canzone country dell'anno" agli iHeartRadio Music Awards 2017.

## Video musicale
Il videoclip, girato durante la tappa a Lincoln dello Storyteller Tour: Stories in the Round, è stato reso disponibile il 10 maggio 2016.

## Esibizioni dal vivo
Carrie Underwood si è esibita con Church Bells, nel 2016, agli ACM Awards, agli American Country Countdown Awards e ai CMT Music Awards. È stata anche inclusa in un medley eseguito dalla cantante in occasione degli ACM Awards 2017.

## Tracce
1. Church Bells – 3:13

## Successo commerciale
Nella settimana del 30 luglio 2016 Church Bells ha raggiunto la vetta della Country Airplay, classifica radiofonica redatta dalla rivista Billboard, grazie ad un'audience pari a 48,9 milioni di ascoltatori, diventando la quindicesima numero uno di Carrie Underwood ed espandendo così il suo record come donna ad averne accumulate di più in assoluto.

## Classifiche
| Classifica (2015-16) | Posizione massima |
| -------------------- | ----------------- |
| Canada               | 64                |
| Stati Uniti          | 43                |